# Acanthoscelidius isolatus
Espèce
Acanthoscelidius isolatus est une espèce d'insectes coléoptères appartenant à la famille des Curculionidae.